# Frank McGarvey
Francis Peter McGarvey, detto Frank (Glasgow, 17 marzo 1956 – 1º gennaio 2023), è stato un calciatore scozzese, di ruolo attaccante.

## Vita Private e morte
Nell'ottobre del 2022, la famiglia McGarvey annunciò che gli era stato diagnosticato un cancro al pancreas. Morì il 1º gennaio 2023, all'età di 65 anni, suo figlio confermò la notizia sui social media.

## Palmarès

### Club

#### Competizioni nazionali
- Scottish First Division: 1

St.Mirren: 1976-1977
- Campionato inglese: 1

Liverpool: 1978-1979
- Campionato scozzese: 2

Celtic: 1980-1981, 1981-1982
- Coppa di Scozia: 2

Celtic: 1984-1985
St.Mirren: 1985-1986
- Coppa di Lega scozzese: 1

Celtic: 1982-1983